# 西山区 (果敢县)
西山区，是缅甸联邦第一特区果敢县下辖的一个区。

## 行政区划
西山区下辖以下等乡镇：
- 大水塘乡
- 楂子树乡
- 小街乡
- 满乐乡（မန်လဲကျေးရွာ）[4]